# Marlon King
Marlon Francis King (født 26. april 1980 i London, England) er en engelsk/jamaicansk tidligere fodboldspiller (angriber). 
King tilbragte hele sin karriere i engelsk fodbold, og spillede Premier League med både Watford, Wigan, Hull og Middlesbrough. Med Watford blev han i 2006 desuden topscorer i den næstbedste række, da han hjalp holdet til oprykning til Premier League. King spillede i alt 448 kampe i det engelske ligasystem gennem karrieren, heraf 64 i Premier League.
King repræsenterede Jamaicas landshold, og scorede 12 mål i sine i alt 24 landskampe. Han debuterede for holdet i en venskabskamp mod Venezuela 28. april 2004 og deltog også i kvalifikationskampe til både VM 2006 og VM 2010.
Uden for banen har King ofte været på kant med loven. Han har domme for både tyveri, hærværk, bedrageri, vold, spirituskørsel og seksuelt overgreb bag sig, og har hele tre gange afsonet fængselsdomme.